# Synomera isthmialis
Synomera isthmialis är en fjärilsart som beskrevs av William Schaus 1916. Synomera isthmialis ingår i släktet Synomera och familjen nattflyn. Inga underarter finns listade i Catalogue of Life.